# Fëdor Vasil'evič Dubasov
Fëdor Vasil'evič Dubasov, (in russo: Фёдор Васильевич Дубасов) (3 luglio 1845 – San Pietroburgo, 2 luglio 1912), è stato un ammiraglio russo, nato all'interno della nobile famiglia dei Dubasovij nel governatorato di Tver che aveva una lunga tradizione all'interno della Marina imperiale russa. Uno dei suoi antenati, Avtonom Dubasov, aveva partecipato alla cattura di una galea svedese nel 1709 Come governatore generale di Mosca fu protagonista della dura repressione della rivolta scoppiata in città nel corso della rivoluzione russa del 1905.

## Biografia

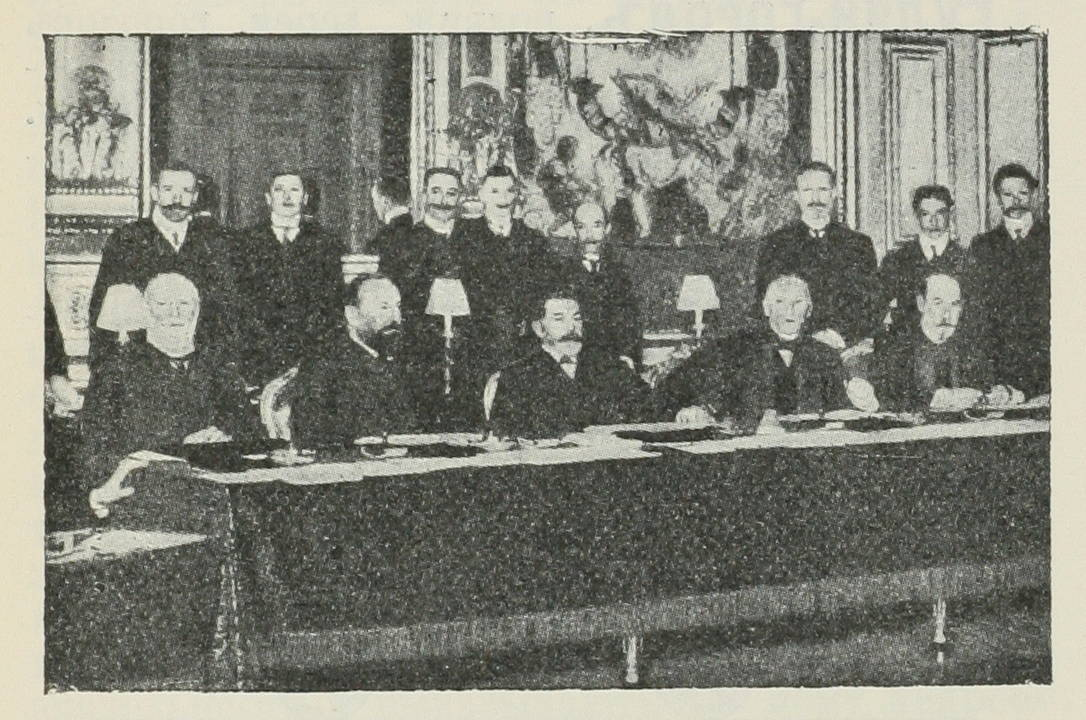
Foto per l'articolo “Incidente di Gull”. Enciclopedia militare di Sytin (San Pietroburgo, 1911-1915).

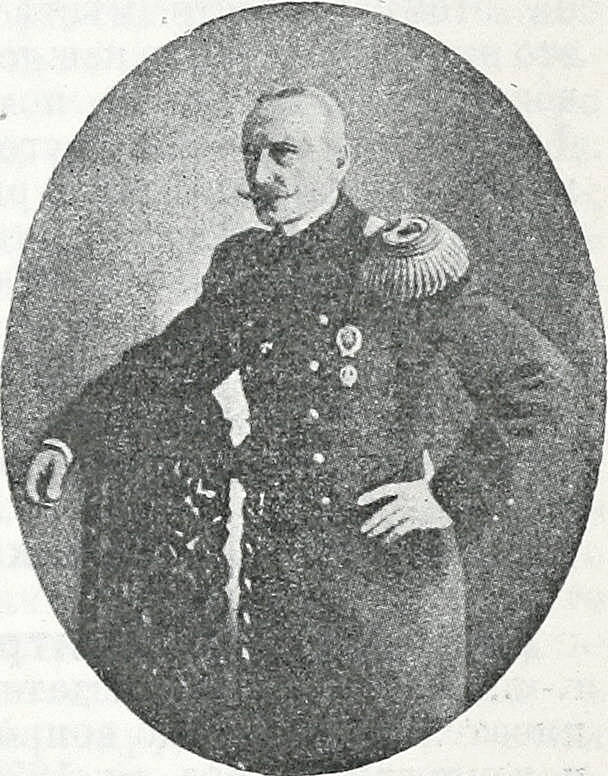
Ritratto per l’articolo “Dubasov, Fyodor Vasilievich”. Enciclopedia militare di Sytin (San Pietroburgo, 1911-1915).

Nacque il 3 luglio 1845, figlio di un tenente in pensione della Marina imperiale. Quando compì tre anni suo padre presentò una richiesta per arruolare il figlio nel Corpo dei cadetti della Marina imperiale di San Pietroburgo, e lui fu nominato cadetto il 17 settembre 1857. Il 1 gennaio 1861 fu arruolato in servizio attivo e il 17 gennaio 1863, dopo essersi diplomato al corpo, fu promosso guardiamarina.  Nel 1863-1867 prestò servizio nella flottiglia siberiana sulla barca a vite Morzh, sulla goletta Sakhalin, sulle corvette Varyag e Bogatyr e sul clipper Izumrud. Sulla corvetta "Varyag" con il grado di guardiamarina di prima classe (promosso il 12 luglio 1865), circumnavigò il mondo come ufficiale di guardia. Visitò gli Stati Uniti d'America, l'Estremo Oriente russo, il Giappone e la Cina. In seguito ai risultati di un viaggio durato quattro anni, gli fu conferito l'Ordine di San Stanislao di terza classe.
Nel 1867 ritornò nel Mar Baltico. Tra il 1868 e il 1870 studiò presso il dipartimento idrografico del Corso accademico di scienze marine dell'Accademia navale e durante gli studi fu promosso tenente il 1 gennaio 1869.
Dal 28 maggio 1871 fu distaccato nell'equipaggio della Guardia (fu aggiunto allo stato maggiore il 1 aprile 1872) e fino al settembre dell'anno successivo prestò servizio sullo yacht imperiale 'Zabava. Dal settembre 1872 al giugno 1874 prestò servizio sullo yacht imperiale Derzhava, e poi, fino al gennaio 1876, fu l'ufficiale anziano dello yacht dell'erede al trono, lo Slavyanka.
L'11 gennaio 1876 fu nominato comandante della 4ª Compagnia e il 9 novembre comandante dell'8ª Compagnia dell'equipaggio delle Guardie, formata per essere inviata con l'esercito imperiale in una campagna di terra contro i turchi (partita da San Pietroburgo il 18 novembre 1876). Il 22 novembre arrivò a Chisinau come parte di un distaccamento dell'equipaggio delle Guardie. Dal 2 dicembre 1876 al 7 gennaio 1877 compì un viaggio nei porti del Mar Nero, Sebastopoli e Odessa, per procurarsi i materiali necessari per l'attraversamento del Danubio. Nel gennaio-marzo 1877 si occupò degli ordini per le mine e delle questioni relative ai rifornimenti. Il 31 marzo fu nominato comandante di un distaccamento di due barche della flottiglia del Danubio, e comandante della barca posamine Ksenia. Dal 16 al 23 aprile effettuò la posa della mina alla foce del Danubio.

### La guerra russo-turca 1877-1878
Il 9 maggio 1877, dopo lo scoppio della guerra con la Turchia gli fu affidato il comando della barca torpediniera a vapore Tsesarevich. Nella notte tra il 13 e il 14 maggio 1877, lui e il tenente Alexander Pavlovich Shestakov con diversi guardiamarina e marinai su due barche torpediniere (altre 2 barche non presero parte all'attacco per vari motivi) attaccarono le navi turche, fecero saltare in aria con due mine ad asta  il monitore corazzato turco a torretta singola Seifi che affondò. Lui, i guardiamarina Persin e Bal navigarono su tre scialuppe verso il monitore affondato e ne rimossero la bandiera di poppa. Lui e Shestakov furono i primi a ricevere l'Ordine di San Giorgio quarta di classe, in quella guerra (16 maggio). Il 18 maggio assunse il comando della cannoniera Granduca Nicola. Il 26 maggio si unì al distaccamento del capitano di 1ª classe I.G. Roguli, per gettare campi minati, preparare e organizzare un attraversamento del fiume per il XIV Corpo d'armata separato. Il 21 luglio, sempre rimanendo comandante della cannoniera, prese il comando di questo distaccamento.
Dal 21 settembre al 7 ottobre, insieme ad un distaccamento, operò sotto la fortezza di Silistria per l'attraversamento del Danubio dai turchi. Il 26 ottobre gli è stata assegnata la spada d'oro al coraggio per aver posato campi minati nelle parti inferiori del Danubio. Il 1° gennaio 1878 fu promosso tenente comandante. Dopo la firma del Trattato di Santo Stefano nel marzo 1878, fu impegnato nella rimozione dei campi minati sul Danubio posto al comando del piroscafo Blast.
Subito dopo la fine della guerra, ha agito come pubblico ministero nel processo sul naufragio dello yacht Livadia al largo della costa della Crimea. Nel suo discorso accusò del naufragio della nave il comando della flotta del Mar Nero, che aveva mostrato totale disorganizzazione nel tentativo di salvare lo yacht. Il suo discorso ottenne notevole pubblicità e lui stesso fu trasferito alla flotta del Baltico.
Dopo essere ritornato a San Pietroburgo il 31 luglio 1878, fu nominato comandante dell'incrociatore della Dobroflot Rossjia con licenzia per servizio su navi commerciali. Tuttavia, già il 26 novembre, fu nominato aiutante di campo del seguito dello zar Alessandro II di Russia con l'arruolamento nell'equipaggio della Guardia. Nel 1879-1880 comandò un distaccamento di cacciatorpediniere dell'equipaggio delle Guardie.
Nella primavera del 1882, mentre era in vacanza all'estero, fu a disposizione dell'agente navale russo in Gran Bretagna e Francia, il viceammiraglio Ivan Fëdorovič Lichačëv. Dal 10 maggio 1882 fu a capo del distaccamento attivo di cacciatorpediniere della flotta baltica, rimanendo aiutante di campo dell'imperatore e facendo parte dell'equipaggio della Guardia. Tuttavia, il 9 agosto dello stesso anno fu congedato per la seconda volta.
Il 15 maggio 1883 fu nuovamente assegnato al servizio attivo con lo stesso grado di tenente comandante. Dal 26 novembre 1883 al 22 ottobre 1885 comandò l'incrociatore Afrika. Allo stesso tempo, il 26 febbraio 1885, fu promosso capitano di 2ª classe. Il 13 marzo consegnò un saggio sulla Tattica dei cacciatorpediniere durante una riunione per una esercitazione navale, presieduta dal contrammiraglio Nikolaj Vasil'evič Kopitov. Questo saggio venne pubblicato nella rivista Morskoii Sbornik (1885, n. 5). Nello stesso anno preparò una nota Sull’importanza strategica  della difesa di Moonsund.
Il 1 settembre 1885 era ufficiale anziano a bordo del cacciatorpediniere Boa quando la nave colpì le rocce e affondò (tre giorni dopo, il Boa fu riportato a galla, ma nel 1887 fu smantellato per recuperare il metallo. Nel 1886 affrontò le accuse per l'affondamento di una nave, ed al processo si difese brillantemente. La corte lo assolse e il suo discorso fu pubblicato sotto forma di un opuscolo separato e quasi immediatamente ripubblicato dai dipartimenti navali militari di Gran Bretagna e Francia.
Il 1 gennaio 1887 fu promosso capitano di 1ª classe. Il 18 novembre 1887 presentò una nota al capo del Ministero della Marina, viceammiraglio Ivan Alekseevič Šestakov con il titolo di Che tipo di flotta è necessaria per la Russia.
Dal 7 marzo al 31 dicembre 1888 comandò la  fregata Svetlana in forza alla squadra di addestramento della Scuola Navale. Il 30 marzo 1888 tenne agli studenti delle scuole una conferenza sulla guerra dei cacciatorpediniere, che fu presto pubblicata nella Morskoii Sbornik (1888, n. 5) e come opuscolo separato. Nel dicembre 1888 fu membro della Commissione per l'esame del progetto di regolamento sulla gestione dei comandi navali a terra.
Dal 1 gennaio 1889 al 18 giugno 1891 comandò l'incrociatore corazzato Vladimir Monomach, che salpò per l'Estremo Oriente, scortando l'incrociatore Pamjat' Azova che aveva a bordo l'erede al trono, lo zarevich Nikolaj Alexandrovič. Durante questo viaggio (1890-1891) incontrò il futuro zar di Russia e ricevette l'Ordine di Sant'Anna di seconda classe, l'Ordine dell'Elefante Bianco di terza classe, e l'Ordine del Sol Levante di seconda classe con stella.
Dal 19 giugno al 26 settembre 1891 comandò la corazzata Petr Veliky e dal 27 settembre al 31 dicembre comandò la batteria corazzata Ne Tron Menia.
Dal 23 maggio 1892 al 13 marzo 1896 fu addetto navale  in Germania, e il 30 agosto 1893 fu promosso contrammiraglio. 
Dopo essere tornato in Russia il 20 giugno 1896, completò la sua opera Крейсерская война e la presentò al granduca Konstantin Konstantinovič Romanov con la sua dedica (quest'opera non fu mai pubblicata).
Il 16 dicembre 1896 fu nominato vicecomandante della squadra del Pacifico, quindi prestò servizio come comandante (1897–1899) e capo dello squadra navale. Contemporaneamente alla nomina a comandante della Squadra del Pacifico, il 15 marzo 1899, fu promosso viceammiraglio, e il 6 dicembre dello stesso anno assunse il comando della 1ª Divisione della flotta.
Sotto il suo comando, nel dicembre 1897, lo squadra entrò e iniziò a operare dalla base navale di Port Arthur, sebbene egli fosse contrario a stabilire una base della flotta in questo porto, preferendo occupare la baia di Masan.
Dal 1 gennaio 1901 all'8 agosto 1905 fu Presidente del Comitato tecnico marittimo (MTK) e in tale veste  collaborò con Stepan Osipovič Makarov, Evgenij Viktorovich Kolbasev e Aleksej Krylov.
Nel 1904-1905 fu membro della Commissione internazionale creata per indagare l'incidente di Dogger Bank (la commissione comprendeva il viceammiraglio Lewis Beaumont (dalla Gran Bretagna), il viceammiraglio François Ernest Fournier (dalla Francia, eletto presidente della commissione), il contrammiraglio Charles H. Davis Jr. (dagli USA), l'ammiraglio Hermann von Spaun (dall'Austria-Ungheria). Le riunioni della commissione continuarono a Parigi dal 9 gennaio al 25 febbraio 1905, ed egli, in un ambiente sfavorevole per la Russia nei procedimenti internazionali, riuscì a dimostrare straordinarie capacità diplomatiche e perseveranza. La marina imperiale russa gli deve il fatto che la commissione d'inchiesta internazionale sia giunta alla conclusione finale che non fosse offensiva per la Russia.  Per la riuscita risoluzione del caso internazionale, il 14 marzo 1905, fu arruolato nel seguito di Sua Maestà come aiutante generale e mantenne la carica di presidente dell'MTK.

## Governatore generale di Mosca
Il 14 giugno 1905 fu nominato membro permanente del neonato Consiglio di difesa dello Stato (DSC) e, in relazione a ciò, l'8 agosto fu sollevato dall'incarico di presidente del Comitato tecnico navale. Nell'autunno del 1905 fu inviato a reprimere i disordini contadini nelle province di Chernigov, Poltava e Kursk; nella provincia di Kursk, diffuse un annuncio che diceva: Se le società rurali o anche solo alcuni dei loro membri si permetteranno di creare disordini, allora tutte le abitazioni di tale società e tutte le sue proprietà saranno distrutte per mio ordine.
Il 24 novembre 1905, su proposta del presidente del Consiglio dei ministri Sergej Jul'evič Vitte fu nominato governatore generale di Mosca. Guidò la repressione della rivolta armata di dicembre a Mosca. Il 7 dicembre 1905 dichiarò la città e la provincia di Mosca in stato di d'emergenza. Introdusse subito la pratica di sparare sul posto alle persone armate catturate senza regolare processo.Il 15 gennaio 1906 funominato membro del Consiglio di Stato.
La polizia riuscì ad impedire un primo attentato alla sua vita, ma ne avvenne un secondo il 23 aprile 1906, a mezzogiorno, al termine del servizio festivo nella Cattedrale della Grande Assunzione. Qui  il militante socialista rivoluzionario B. Vnorovsky lanciò una bomba contro la sua carrozza. Il suo aiutante, il conte Sergej Nikolaevič Konovnitsyn fu ucciso, il cocchiere fu ferito e l'ammiraglio stesso ebbe il piede sinistro schiacciato. Il 5 luglio 1906 lo zar Nicola II accolse la sua richiesta di essere licenziato dalla carica di governatore generale di Mosca per motivi di salute.
Dopo una lunga vacanza all'estero per cure, tornò a San Pietroburgo, dove il 2 dicembre 1906, in occasione dell'anniversario della rivolta di Mosca, mentre passeggiavano nei Giardini di Tauride, i membri del "distaccamento volante terrorista" dei socialisti rivoluzionari P. Vorobyov e V. Berezin gli  spararono 13 colpi e i due militanti lanciarono anche una bomba piena di piccoli chiodi. Egli rimase stordito e leggermente ferito, ma vivo, e si rivolse allo zar chiedendo la grazia per gli i due giovani attentatori condannati a morte. Tuttavia lo zar respinse la richiesta il 4 dicembre. Il 4 dicembre 1906, Nicola II da Tsarskoye Selo rispose al suo aiutante generale con una sua lettera scritta a mano in cui indicava che non poteva condividere il suo punto di vista su questo caso  e gli aggressori furono impiccati.
Il 6 dicembre 1906 fu promosso al grado di ammiraglio e rimase membro del Consiglio di Stato con il grado di aiutante generale e come membro permanente della CDF, nella quale lavorò attivamente fino alla sua abolizione nel 1909. Nel Consiglio di Stato fece parte del gruppo di destra. In particolare lavorò attivamente nella Commissione finanziaria su questioni relative allo sviluppo della flotta e al rafforzamento della capacità di difesa della Russia. Essendo membro della SCD e del Consiglio di Stato, non perse i contatti con il Ministero della Marina, studiò vari materiali analitici e svolse incarichi individuali. Tuttavia, secondo Vitte, rifiutò di accettare la carica di Ministro della Marina, che gli è stata offerta, per motivi di salute. Su invito del Ministro degli Affari Navali della Russia, ammiraglio Ivan Michajlovic Dikov, partecipò alle riunioni per determinare i "principi fondamentali del programma di costruzione navale" e all'esame di progetti per singole navi, in particolare per le nuove corazzate. Nell'agosto 1907 salpò da Kronstadt per raggiungere la costa russa di Murmansk per studiare la fattibilità di costruire lì un porto. 
Divenne uno dei promotori della creazione di una commissione storica per raccogliere e studiare materiali sulle azioni della flotta durante la guerra russo-giapponese.  Nel 1909 consegnò a questa commissione una copia della sua nota del 1898 in cui esponeva i suoi pensieri sull'occupazione di Port Arthur e indicava invece i vantaggi dell'occupazione del porto di Mozampo, e nel 1910 una raccolta di documenti della sua corrispondenza ufficiale come capo dello squadra navale del Pacifico e subordinato al Ministero della Marina ammiragli, comandanti di navi e rappresentanti diplomatici in Estremo Oriente.  Una raccolta dei documenti di Dubasov, integrata da altri materiali, fu pubblicata dalla commissione nel 1912.
Negli ultimi anni della sua vita fu gravemente malato, ma partecipò attivamente alla costruzione della Chiesa del Salvatore sulle acque a San Pietroburgo in memoria dei marinai morti a Port Arthur e a Tsushima. Morì a San Pietroburgo il 2 luglio 1912. Il funerale ha avuto luogo presso il Monastero di Aleksandr Nevskij, e la salma fu poi tumulata nel Cimitero Tichvin. In memoria di F.V. Dubasov, il cacciatorpediniere classe Novik Lieutenant Dubasov fu impostato nel cantiere navale Officine Putilov durante la prima guerra mondiale per la flotta del Baltico (gli eventi del 1917 ne impedirono il completamento). Anche la sua tomba non è sopravvissuta.

### Il ruolo di Dubasov nella rivolta di Mosca del 1905
Nel 1905 l'ammiraglio Dubasov fu incaricato di reprimere le rivolte contadine nelle gubernija di Chernigov, Poltava e Kursk. Dopo essere diventato governatore generale di Mosca il 5 giugno, Dubasov si definì apertamente come l'incendiario e durante un incontro con i membri dell'amministrazione civile in quello stesso giorno disse a riguardo della possibilità della repressione di una rivolta: 'Ecco perché non esiterò un solo minuto e userò le misure più estreme: agirò come il mio dovere mi comanda. Aspirando a istituire un rigido controllo amministrativo a tutti i livelli, presentò un promemoria allo zar con suggerimenti per ampliare i poteri del governatore generale e per portare la guarnigione di Mosca direttamente sotto il suo controllo (cosa che fu rifiutata). Il 6 dicembre 1905 scoppiò la rivolta e Dubasov mise immediatamente in stato di allerta le truppe della guarnigione, la polizia e la gendarmeria. Il 7 dicembre il Soviet di Mosca indisse uno sciopero generale e il governatore generale dichiarò lo stato di emergenza in città e autorizzò arresti di massa. L'8 dicembre  ordinò lo scioglimento di una manifestazione nell'Acquario. Il 9 dicembre sanzionò il coinvolgimento attivo della polizia da parte delle truppe della guarnigione di Mosca che aveva concentrato nel centro della città. Una parte importante della forza militare disponibile fu divisa in due unità (posizionate rispettivamente in Piazza del Teatro e in Piazza del Maneggio). Lo scaglione di riserva era posizionato nella caserma del Cremlino. Le truppe governative occuparono le stazioni ferroviarie, la Banca di Stato, il telegrafo, l'ufficio postale, la centrale telefonica e l'approvvigionamento idrico. Dubasov mobilitò i vigili del fuoco della città e le guardie notturne armate per assistere l'esercito nelle operazioni. L'11 dicembre l'Ammiraglio emanò un decreto, che rendeva i proprietari di case personalmente responsabili per aver "lasciato" che gli insorti sparassero alle truppe governative dai tetti e dalle finestre delle loro case. Con l'aumento del numero di arresti ordinò il trasferimento di alcuni prigionieri a San Pietroburgo. Il 12-13 dicembre organizzò azioni punitive su larga scala contro i rivoltosi. Di conseguenza, le truppe governative presero il sopravvento il 14 dicembre. Le autorità introdussero il coprifuoco dalle 21:00 alle 7:00 e  pubblicarono un decreto che proibiva tutti gli assembramenti.
La preoccupazione per l'affidabilità dei coscritti di fanteria che costituivano la maggior parte della guarnigione permanente di Mosca, aveva inizialmente posto dei limiti alla repressione della rivolta da parte sua. All'arrivo delle Reggimento della Guardia Semyonovsky a Mosca il 15 dicembre, Dubasov ordinò alle sue truppe di prendere il controllo di tutte le stazioni ferroviarie della capitale (tranne che della stazione ferroviaria di Kursky). Autorizzò l'uso dell'artiglieria per la repressione dei disordini nel distretto di Presnya. Dubasov si rivolse ai cittadini di Mosca con un appello per reprimere la resistenza armata, assistere la polizia e consegnare i ribelli. A coloro che erano coinvolti nella rivolta con l'inganno o con la forza fu offerto di disarmare i militanti e schierarsi dalla parte delle truppe governative. Il 19 dicembre l'insurrezione fu domata. Il 20 dicembre il Consiglio dei ministri emise fondi per un importo di 100.000 rubli che Dubasov avrebbe distribuito tra la popolazione in difficoltà. Il 21 dicembre Dubasov ordinò di eliminare i focolai della rivolta ancora attivi e successivamente introdusse un piano per la riorganizzazione dell'amministrazione militare e civile della città e della gubernija di Mosca. Il 23 aprile 1906 un membro del Partito socialista-rivoluzionario Boris Vnorovsky-Mishchenko tentò di ucciderlo lanciando una bomba sotto la sua carrozza. L'esplosione uccise l'aiutante di campo di Dubasov e lo stesso terrorista e ferì il governatore generale e il suo cocchiere.
Nel luglio 1906, in seguito al tentativo di assassinio, Fyodor Dubasov fu formalmente sostituito come Governatore Generale di Mosca e fu nominato membro del Consiglio di Stato.

### Annotazioni
1. ↑  La motivazione fu “per circostanze domestiche”, con l'assegnazione del grado di capitano di 2ª classe e diritto a portare l'uniforme.

### Fonti
1. 1 2 3 4 5 6 7 8 9 10 11 12 13 14 15 16 17 18 19 20 21 22 23 24 25 26 27 28 29 30  Hrono.
2. 1 2 3 4 5 6 7 8 9 10 11 12 13 14 15 16 17 18 19 20 21 22 23 24 25 26 27 28 29 30 31 32 33 34 35 36 37 38 39 40 41 42 43 44 45 46 47 48 49 50 51 52 53 54 55 56 57 58 59 60  Rgavmf.
3. 1 2 3 4 5 6 7 8 9 10 11 12 13 14 15 16 17 18 19 20  Ruskline.